# Nuoto ai VII Giochi panafricani
Le gare di nuoto ai VII Giochi panafricani si svolsero dal 12 al 17 settembre 1999 al Complesso acquatico Ellis Park di Johannesburg, in Sudafrica.

## Partecipanti
Hanno preso parte alla competizione 128 nuotatori in rappresentanza di 18 distinte nazioni. Among those with swimmers were:
- Algeria
- Angola
- Egitto
- Kenya
- Madagascar
- Mauritius
- Mozambico
- Namibia
- Nigeria
- Senegal
- Seychelles
- Sudafrica
- eSwatini
- Tunisia
- Zambia
- Zimbabwe

## Programma
Il programma della manifestazione è stato il seguente. NB: Gli eventi sono elencati in modo corretto nel giorno, ma è possibile che non siano ordinati nel modo giusto.
| Data   | 12 settembre 1999 | 13 settembre 1999                                                                                                | 14 settembre 1999                                                                                   |
| Eventi | 100 m stile libero (f) 100 m rana (m) 400 m misti (f) 200 m stile libero(m) 4x200 m stile libero (f                  | 200 m rana (f) 100 m farfalla (m) 200 m stile libero(f) 400 m misti (m) 4x200 m stile libero (m                  | 100 m stile libero(m) 400 m stile libero(f) 200 m dorso (m) 100 m dorso (f) 4x100 m stile libero (f |
| Data   | 15 settembre 1999 | 16 settembre 1999                                                                                                | 17 settembre 1999                                                                                   |
| Eventi | 100 m farfalla (f) 200 m rana (m) 100 m rana (f) 400 m stile libero(m) 800 m stile libero(f) 4x100 m stile libero (m | 50 m stile libero (m) 200 m misti (f) 200 m farfalla (m) 100 m dorso (m) 1500 m stile libero(m) 4x100 m misti (f | 200 m farfalla (f) 200 m misti (m) 200 m dorso (f) 50 m stile libero(f) 4x100 m misti               |

m= gare maschili, f= gare femminili

## Podi

### Uomini
| Evento | Oro                                                                | Prestazione | Argento                      | Prestazione | Bronzo                                                                    | Prestazione |
| Stile libero |                                                                    |             |                              |             |                                                                           |             |
| 50 m | Brendon Dedekind Sudafrica                                         | 22.36       | Nicholas Folker Sudafrica    | 22.83       | Salim Iles Algeria                                                        | 23.02       |
| 100 m | Brendon Dedekind Sudafrica                                         | 50.50       | Salim Iles Algeria           | 50.58       | Nicholas Folker Sudafrica                                                 | 50.61       |
| 200 m | Herman Louw Sudafrica                                              | 1:52.68     | Glen Walshaw Zimbabwe        | 1:55.85     | Terence Parkin Sudafrica                                                  | 1:56.78     |
| 400 m | Ryno Markgraaff Sudafrica                                          | 4:06.93     | James Willcox Sudafrica      | 4:08.00     | Glen Walshaw Zimbabwe                                                     | 4:09.65     |
| 1500 m | Denis Sirringhaus Sudafrica                                        | 16:17.53    | Ryno Markgraaff Sudafrica    | 16:50.96    | Herbert Couacud Mauritius                                                 | 16:59.31    |
| Dorso |                                                                    |             |                              |             |                                                                           |             |
| 100 m | Mehdi Addadi Algeria                                               | 58.28       | Benjamin Lo-Pinto Seychelles | 59.64       | Haitham Hazem Egitto                                                      | 59.91       |
| 200 m | Brett Rogers Sudafrica                                             | 2:08.83     | George Du Rand Sudafrica     | 2:10.41     | Benjamin Lo-Pinto Seychelles                                              | 2:11.21     |
| Rana |                                                                    |             |                              |             |                                                                           |             |
| 100 m | Brett Petersen Sudafrica                                           | 1:02.63     | Chris Stewart Sudafrica      | 1:06.01     | Alan Ogden Zimbabwe                                                       | 1:08.08     |
| 200 m | Terence Parkin Sudafrica                                           | 2:16.29     | Greg Owen Sudafrica          | 2:21.14     | Ayman Khattab Egitto                                                      | 2:26.98     |
| Farfalla |                                                                    |             |                              |             |                                                                           |             |
| 100 m | Ryan Kelly Sudafrica                                               | 54.66       | Theo Verster Sudafrica       | 54.75       | Mehdi Addadi Algeria                                                      | 56.30       |
| 200 m | Theo Verster Sudafrica                                             | 2:04.69     | Raazik Nordien Sudafrica     | 2:08.75     | Fares Attar Algeria                                                       | 2:10.11     |
| Misti |                                                                    |             |                              |             |                                                                           |             |
| 200 m | Theo Verster Sudafrica                                             | 2:04.10     | Terence Parkin Sudafrica     | 2:07.97     | Kenny Roberts Seychelles                                                  | 2:11.00     |
| 400 m | Terence Parkin Sudafrica                                           | 4:35.29     | Adrian Bosch Sudafrica       | 4:39.06     | Kenny Roberts Seychelles                                                  | 4:46.26     |
| Staffette |                                                                    |             |                              |             |                                                                           |             |
| 4×100 m stile libero | Sudafrica Brett Rogers Brett Petersen Ryan Kelly Brendon Dedekind  | 3:51.45     | Algeria                      | 3:54.91     | Egitto                                                                    | 3:58.22     |
| 4×200 m stile libero | Sudafrica Herman Louw James Willcox Ryno Maarkgraaf Terence Parkin | 7:41.91     | Algeria                      | 7:58.54     | Seychelles Kenny Roberts Jean-Paul Adam Benjamin Lo-Pinto Barnsley Albert | 8:04.98     |
| 4×100 m misti | Sudafrica                                                          | 3:51.45     | Algeria                      | 3:54.91     | Egitto                                                                    | 3:58.22     |
| record mondiale; record mondiale stagionale; record africano; record dei Giochi; record nazionale; record personale; record personale stagionale. |                                                                    |             |                              |             |                                                                           |             |

### Donne
| Evento | Oro                                                                       | Prestazione | Argento                                                                  | Prestazione | Bronzo                   | Prestazione |
| Stile libero |                                                                           |             |                                                                          |             |                          |             |
| 50 m | Rania Elwani Egitto Stacey Bowley Sudafrica                               | 26.56       | Non attribuita                                                           |             | Kirsty Coventry Zimbabwe | 26.72       |
| 100 m | Charlène Wittstock Sudafrica                                              | 57.46       | Teresa Moodie Zimbabwe                                                   | 58.04       | Rania Elwani Egitto      | 58.12       |
| 200 m | Kim van Selm Sudafrica                                                    | 2:05.50     | Kirsten van Heerden Sudafrica                                            | 2:06.15     | Rania Elwani Egitto      | 2:08.08     |
| 400 m | Kim van Selm Sudafrica                                                    | 4:26.50     | Kirsten van Heerden Sudafrica                                            | 4:27.04     | Boutheina Elouer Tunisia | 4:40.03     |
| 800 m | Kim van Selm Sudafrica                                                    | 9:13.30     | Bronwyn Dedekind Sudafrica                                               | 9:19.04     | Maha Elmerghany Egitto   | 9:44.72     |
| Dorso |                                                                           |             |                                                                          |             |                          |             |
| 100 m | Charlène Wittstock Sudafrica                                              | 1:04.31     | Kirsty Coventry Zimbabwe                                                 | 1:05.29     | Taryn Ternent Sudafrica  | 1:05.95     |
| 200 m | Mandy Loots Sudafrica                                                     | 2:21.22     | Taryn Cokayne Sudafrica                                                  | 2:23.27     | Mandy Leach Zimbabwe     | 2:29.14     |
| Rana |                                                                           |             |                                                                          |             |                          |             |
| 100 m | Penny Heyns Sudafrica                                                     | 1:07.58     | Ziada Jardine Sudafrica                                                  | 1:15.31     | Lauren Harvey Zimbabwe   | 1:18.05     |
| 200 m | Penny Heyns Sudafrica                                                     | 2:28.00     | Sarah Poewe Sudafrica                                                    | 2:32.80     | Lauren Harvey Zimbabwe   | 2:53.17     |
| Farfalla |                                                                           |             |                                                                          |             |                          |             |
| 100 m | Mandy Loots Sudafrica                                                     | 1:01.32     | Candice Crafford Sudafrica                                               | 1:03.64     | Teresa Moodie Zimbabwe   | 1:05.18     |
| 200 m | Mandy Loots Sudafrica                                                     | 2:16.02     | Natalie du Toit Sudafrica                                                | 2:19.80     | Kenza Bennaceur Algeria  | 2:33.54     |
| Misti |                                                                           |             |                                                                          |             |                          |             |
| 200 m | Mandy Loots Sudafrica                                                     | 2:20.02     | Kirsty Coventry Zimbabwe                                                 | 2:23.42     | Mandy Leach Zimbabwe     | 2:25.53     |
| 400 m | Mandy Loots Sudafrica                                                     | 4:59.50     | Natalie du Toit Sudafrica                                                | 5:06.62     | Kenza Bennaceur Algeria  | 5:29.60     |
| Staffette |                                                                           |             |                                                                          |             |                          |             |
| 4×100 m stile libero | Zimbabwe Kirsty Coventry Tanya Gurr Mandy Leach Teresa Moody              | 3:53.45     | Sudafrica Charlène Wittstock Stacey Bowley Candice Crafford Kim van Selm | 3:54.31     | Egitto                   | 4:11.06     |
| 4×200 m stile libero | Sudafrica Kirsten van Heerden Stacey Bowley Bronwyn Dedekind Kim van Selm | 8:36.76     | Zimbabwe                                                                 | 8:47.56     | Egitto                   | 9:18.40     |
| 4×100 m misti | Sudafrica Charlène Wittstock Penny Heyns Mandy Loots Stacey Bowley        | 4:11.57     | Zimbabwe                                                                 | 4:28.96     | Egitto                   | 4:48.17     |
| record mondiale; record mondiale stagionale; record africano; record dei Giochi; record nazionale; record personale; record personale stagionale. |                                                                           |             |                                                                          |             |                          |             |

## Medagliere
| #      | Nazione    | Oro | Argento | Bronzo | Totale |
| ------ | ---------- | --- | ------- | ------ | ------ |
| 1      | Sudafrica  | 30  | 20      | 3      | 53     |
| 2      | Zimbabwe   | 1   | 6       | 8      | 15     |
| 3      | Algeria    | 1   | 4       | 5      | 10     |
| 4      | Egitto     | 1   | 0       | 10     | 11     |
| 5      | Seychelles | 0   | 1       | 4      | 5      |
| 6      | Mauritius  | 0   | 0       | 1      | 1      |
| 6      | Tunisia    | 0   | 0       | 1      | 1      |
| Totale | Totale     | 33  | 31      | 32     | 96     |